# باقر أباد (ماجين)
باقر أباد (بالفارسية: باقرآباد) هي قرية تقع في إيران في قسم ماجين الريفي.